# Gillian Lovegrove
Gillian Lovegrove (28 d'octubre de 1942) és una informàtica i acadèmica, ara retirada. Va ser degana de la Facultat d'Informàtica de la Universitat de Northúmbria, presidenta de la Conferència de Professors i Caps d'Informàtica i consultora d'Educació Superior a la British Computer Society i responsable del seu Fòrum d'Educació i Formació. És coneguda pel seu interès pel desequilibri de gènere en informàtica, tant pel que fa a l'educació com en l'ocupació, i la reflexió sobre possibles solucions a la manca de titulats en tecnologies de la informació al Regne Unit.

## Vida i l'educació
Gillian Lesley Lowther, ara Gillian Lovegrove, va néixer a Yorkshire el 28 d'octubre de 1942 i va créixer a la zona del Kingston upon Hull. Va anar a l'escola Malet Lambert i després al Newnham College de Cambridge per estudiar matemàtiques. Després de la seva primera graduació el 1964, va obtenir un Diploma equivalent a màster a la Universitat de Cambridge en Anàlisi Numèrica i Informàtica Automàtica.

## Carrera
Va ser professora de matemàtiques a la Universitat Politècnica de Portsmouth el període 1965-1968 i després va ser investigadora a la Universitat de Southampton, on va començar la docència de matemàtiques el 1969. La seva carrera va haver de ser a temps parcial, ja que la va combinar amb responsabilitats de maternitat durant uns anys de la dècada de 1970. El 1974 va obtenir el seu doctorat amb una dissertació sobre sistemes operatius modulars, després d'estudiar amb David Barron i el 1980 va començar a impartir classes a temps complet en estudis informàtics a Southampton. A continuació el seu interès investigador es va adreçar cap a la informàtica orientada a objectes.
Va ser coautora de dos articles sobre nenes i educació informàtica: Where Are All the Girls? (1987) i Where Are the Girls Now? (1991) amb Wendy Hall, col·lega de Southampton. Lovegrove també va organitzar conferències sobre "Dones en informàtica" a finals de la dècada de 1980, on un dels temes que va sorgir va ser "constatar el baix nombre de dones que prenien cursos informàtics o seguien carreres informàtiques". El 1992 va ingressar a l'Escola d'Informàtica de la Universitat de Staffordshire, on va ser degana associada i responsable de sistemes d'informació. També va estar a l'equip "IT Equate" explorant formes d'animar a més noies a l'escola a considerar les Tecnologies de la Informació (TI) com una àrea d'estudi i com a carrera futura. El 1995, un crític va dir que el seu capítol, "Dones en informàtica", en Professional Awareness in Software Engineering, "s'enfronta a les difícils qüestions polítiques en matèria de legislació, cultura institucional i acció positiva".
Ella estava preocupada no només per l'escassetat de dones en la informàtica sinó també en general per l'escassetat de titulats en tecnologia de la informació al Regne Unit i va donar proves sobre aquest tema al Comitè de Tecnologia de la Informació Parlamentària l'any 2001. Va suggerir maneres perquè les universitats ajudin a crear "una cultura que no exclogui a les dones" de la informàtica. Va continuar fent punts similars sobre la infra-representació de les dones i un presència inadequada de titulats de TI a les conferències, congressos i en altres llocs. El Suplement d'Educació Superior de Times va dir que el seu treball es va convertir en "la imatge de la informàtica i el que els departaments de computació poden fer per a l'economia del Regne Unit". En la conferència "Build Britain's Brainpower" el 2002 va proposar "esquemes d'ensenyament comú entre empresaris i universitats", tot i que va considerar que el professorat ja s'havia estès massa després d'un període de ràpid creixement en el nombre dels estudiants.
Va ser capdavantera de la Universitat de Northúmbria el 1999 per ser Cap de l'Escola d'Informàtica, que va créixer sota el seu lideratge. També ha estat presidenta del Consell de Professors i Caps d'Informàtica (CPHC) i ha presidit el CPHC Information Strategy Group. Va ser gerent del Fòrum d'Educació i Formació de British Computer Society (BCS) i consultora d'Educació Superior del BCS.